# Aechmea setigera
Aechmea setigera es una especie fanerógama de la familia de Bromeliáceas, originaria de Sudamérica.

## Descripción
Son epífitas, alcanzando un tamaño de 90-120(-300) cm en flor. Hojas 69-107 cm; vainas 13-18 cm de ancho, ovadas, pardo oscuro, densamente lepidotas, enteras; láminas 4-7.5 cm de ancho, liguladas, adpreso lepidotas a glabrescentes, toscamente serradas, agudas a redondeadas y acuminadas. Escapo de 40-50 cm, erecto a arqueado-recurvado, peloso; brácteas más largas que los entrenudos pero escasamente divergentes y el escapo expuesto, las brácteas inferiores enteras, las superiores conspicuamente serradas. Inflorescencia 25-65 cm, 1(-3?)-pinnado compuesta, con más de 35 espigas, densamente cilíndrica; raquis terete a inconspicuamente angulado o sulcado, glabro; brácteas primarias hasta c. 3 cm, moniliforme-espinosas, enteras; espigas patentes, con 1-4(-5) flores dísticas, a menudo con brácteas apicales espinosas estériles. Brácteas florales 2.5-3.2 cm, más de 2 veces el largo (incluyendo el ápice espinoso) de los entrenudos, la porción basal 1.1 x 1.5-1.8 cm, muy anchamente ovadas, formando un cáliz y encerrando gran parte del ovario, el ápice moniliforme-espinoso hasta c. 2 cm. Flores sésiles o casi sésiles; sépalos 15-17 mm, libres o connatos hasta 1 mm, asimétricos, anchamente agudos a obtusos, inermes, glabros; pétalos amarillo-verdoso pálido.

## Distribución y hábitat
Se encuentra en las selvas altas perennifolias,a una altitud de 100-600 metros en Panamá, Colombia, Venezuela, Guayanas y Norte de Brasil.

## Taxonomía
Aechmea setigera fue descrita por Mart. ex Schult. & Schult.f. y publicado en Systema Vegetabilium 7(2): 1273. 1830.
Etimología
Aechmea: nombre genérico que deriva del griego akme ("punta"), en alusión a los picos rígidos con los que está equipado el cáliz.
setigera: epíteto latino que significa "con cepillo de cerdas".
Sinonimia
- Aechmea prieuriana Baker
- Echinostachys prieuriana Brongn. ex Baker[3][4]